# Cantón de Tournefeuille
El cantón de Tournefeuille es una división administrativa francesa, situada en el departamento de Alto Garona y la región de Mediodía-Pirineos.

## Composición
El cantón de Tournefeuille incluye tres comunas:
- Tournefeuille
- Cugnaux
- Villeneuve-Tolosane